# Малик ел Аштар
Малик ел Аштар (арапски: مالك الأشتر‎), такође познат као Малик ибн ел Харит ел Нака, био је један од најоданијих пратилаца Али ибн Аби Талиба, рођака мислиманког пророка Мухамеда. Малик ел Аштар је постао муслиман за време Мухамеда и од тада је остао страствен и одан присталица Мухамедовог потомства и Хашемитског клана. Заузео је истакнуту позицију током калифата Али Ибн Аби Талиба и учествовао у неколико битака, као што су битка за Џамал и Сифин.
Малик је од стране бројних шиитских извораописан као "храбар" и "неустрашив" ратник, а његов наслов "ел Аштар" означава повреду очних капака коју је добио током битке код Јармука.

## Рођење
Иако тачна година Маликовог рођења није позната, многи историчари кажу да је био 10 година старији од Али Ибн Аби Талиба и 20 година млађи од Мухамеда.Штавише, познато је да је Малик био Мадхиџ, подкласа племена Бани Наха из Јемена,а то је и племе другог Сахабе по имену Амру бин Мади Јакриба.
Његово порекло сеже до Јараб бин Кахтан-а чија генеалогија се може пратити сортирањем његовог очинског презимена Малик бин Ел Харет бин Абед јагут бин Салама бин Раба бин Ел Харит бин Џатима бин Малик бин Ел Наге бин Амро бин Алае бин Халд бин Матгах бин Адад бин Зајд бин Урајб бин Зајд бин Кахлан бин Саба ел Акбар бин Јушгаб бин Јараб.

## Сукоб са гувернером Куфе и догађај код Ел Рабата
У години 30 АХ (после Хиџре) или 650. године, многи муслимани који су живели у граду Куфи били су љути због акције гувернера Валида ибн Укбе (полубрата Османа ибн Афана).  Ел Валид ибн Укба није био одушевљен и био је врло контроверзна фигура због својих поступака.
Чак и Куран (сигурно  49. стих 6) излаже његов карактер наводећи да је он зао човек. Поред тога, Мухамед га је описао као Фасик (отворени грешник). Он (Мухамед) је рекао: "Он је отворени грешник (Фасик), извади га из исламске државе." Познато је да је био алкохоличар који је јавно конзумирао алкохол и није му се допао јер Ислам забрањује конзумирање алкохола. Преломна тачка је била је када је Ел Валед ушао у џамију пијан да би предводио Фаџр Намаз (јутарњу молитву). Био је толико опијен да је прочитао четири Раката.  У ствари, Ибн Таимија, исламски учењак из 13. века, изјавио је: "Другови би се молили иза људи за које су знали да су отворени преступници, као што су Абд Алах ибн Масуд и други пратиоци молили иза Валида ибн Укба ибн Аби Муита, који је можда недавно пио алкохол (када се молио) и завршио молитвом четири ракаата. " Међутим, Фаџр намаз (јутарња молитва) је само два рака'ата. На крају свог четвртог рака'ата, ел Валид се окренуо и питао људе да ли треба наставити молитву.  Овај догађај је разљутио многе муслиманске грађане. Почели су да га критикују на пијацама, у кућама и џамијама. Штавише, почели су да доводе у питање руководство и пресуду Османа бин Афана. Јер им је било јасно да  је Ел Валид кршио учења ислама и права муслимана. Тако се Малик ел Аштар обратио дотичним муслиманима рекавши: "Прво боље да га посаветујемо. Онда ћемо рећи калифу о његовом лошем понашању." Дакле, Малик ел Аштар и група од десет људи, од којих је један био Кумаил ибн Зијад, отишли су у палату ел Валида да се позабаве питањима која су имали с њим.  Међутим, нашли су га како пије алкохол. Делегација му је рекла да се понаша на прави начин, а он их је грдио, и рекао им да оду и прогнавши их у Шам (данашњи Дамаск, Сирија). Када је делегација људи стигла до Шама, они су се обратили Муавији, који је био гувернер.
Након што је слушао питања, Муавија је рекао Кумајлу: "Како се усуђујеш говорити лоше о особи у Куфи. Како се усуђујеш да разјединиш Алахову религију."
Кумајл је одговорио: "То је онај човек (што се односи на ел Валида) који је раздвојен. А Алах нам каже да се чувамо корумпираних владара."
Муавија је одговорио: "Куран каже да је Алах послушан, покорити се пророку и послушати вође међу вама. Ја сам од вођа међу вама."

Кумаил је одговорио: "Ти ниси мој вођа и ништа с мојим вођом. Мој вођа је неко други: Муавија је тада њеми у делегацији рекао" Врло добро, били сте прогнани из Куфе. И ја ћу вас прогнати и Малика ел Аштар из Шаама.
Прогнани су из Шама у Хомс.  Али на крају су се Малик ел Аштар, Кумајл ибн Зијад и делегација вратили у Куфу.Након повратка у Куфу и неуспеха да уклони Ел Валида, делегација муслимана (од којих је један био Кумајл ибн Зијад) на челу с Маликом ел Аштаром кренула је на пут до Мадине, главног града муслиманског царства, како би се како би проблем решио са Османом. Кумајл ибн Зијад, Малик ел Аштар, Мухамед ибн Аби Худхаифа и Абдур Рахман ибн Удајс су највише говорили о ел Валиду и корупцији која се догађала.

### Догађај код ел Рабата
На путу за Мадину, Малик ел Аштар и делегација зауставили су се у ел Рабатану да посете Абу Дара ел Гифарија. Абу Дар, који је био пратилац Мухамеда и чврсти присталица и пратиоц Алија, био је протеран да умре у пустињи Ел Рабатана. У то време, 650. године, здравље Абу Дара се погоршавало. Нарације кажу да ће његова жена плакати, гледајући како њен муж полако умире у пустињи. Међутим, Абу Дар јој је рекао пророчанство његове смрти, које му је дао нико други него Мухамед, гласник Божији. Он би рекао: "Једног дана, моји пријатељи и ја смо седели са Алаховим апостолом (Мухаммедом). И рекао нам је: Један од вас ће умрети у пустињи. И група верника ће присуствовати његовој смрти. Сви моји пријатељи су преминули у својим кућама. И нико није остао осим мене. Особа ће вам помоћи. " Његова жена је тада рекла:" Време Хаџа (Ходочашће) је завршено. И нико није прошао кроз ову пустињу. " Абу Дар јој је тада рекао" Не брини! Идите узбрдо и погледајте пут каравана. " Отишла је и коначно угледала караван који је прилазио њој. Када је видела караван, почела је да маше комадом тканине како би привукла пажњу долазећег караване. Када јој се караван приближио, започела је разговор.
"Мој муж умире. И нико није поред њега."
Каравански мушкарци: "А ко је ваш муж?"
"Абу Дар, пратилац Алаховог апостола!"
Људи из каравана су били изненађени. Тако су рекли: "Абу Дар! Пророков пратилац! Хајде! Хајде да га видимо!"
Мушкарци су отишли у шатор. Када су ушли у њега, угледали су Абу Дара како спава у свом кревету. Рекли су: "Асаламу Алаик, пратилац Алаховог апостола!"
Абу Дар: "Ва Алаикум ел Салам, ко си ти?"
Један од мушкараца је рекао: "Малик бин ел Харт ел Аштар. А има и људи са мном из Ирака. Идемо у Медину да кажемо калифу о прогону од кога патимо."
Абу Дар: "Браћо моја, будите весели! Алахови апостоли су ми рекли да ћу умрети у пустињи и да ће неки верници присуствовати мојој смрти."
Малик и делегација су затим седели поред Абу Дара. Осећали су тугу да виде једног од великих сапутника пророка у лошем стању. Малик је рекао Абу Дару да су на путу за Медину како би се састали са Османом око питања Ел-Валида. Чувши вест о ел Валиду, Абу Дар је постао тужан.
Након догађаја код  Ел Рабата, Малик и делегација су наставили  своје дуго путовање у Медину. Када су се коначно срели са Утманом (Османом), они су пренели своју забринутости и какво је Ел Валидово понашање Утману. Међутим, они нису успели у својој мисији, па су одлучили да траже помоћ од Хазрат Алија.

## Пад Утмана и Маликове резолуције
Пошто је Осман одбио да чује за забринутост због ел Валида, делегација забринутих муслимана отишла је у кућу Алија у Медини. Објаснили су Алију ситуацију са Ел Валидом и Утманом. Али је био тужан када је чуо за ове вести. Међутим, он их је уверио да ће лично посетити Утмана у вези с тим питањем. У свом сусрету са Утманом, Али је рекао: "Утмане, муслимани се жале на прогоне владара. А ви добро знате да сам чуо да је Алахов апостол (Мухамед) рекао: На Судњи дан, неправедни имам ће бити доведен и нико га неће подржати или га опростити. Онда ће бити бачен у пакао.
 Ова изјава је навела Утмана да схвати своје грешке. Као резултат тога, Утман је обећао да ће тражити Божје опроштење и извинити се муслиманима. Међутим, Марван бин ел Хакам, рођак Утмана, убедио је Утмана да то не учини говорећи: "Боље да запретите људима да се нико не би усудио рећи лоше речи против калифа Утмана (Османа)." Због Марвана, Утман је прекршио своје обећање и постао строжи. Документовано је да је ударио у племенитог пратиоца Амара ибн Јасира и ударио сапутника Абдулаха бин Масуда.
 Стриктнија политика изазвала је буку у муслиманском царству; људи су почели да пишу писма као што је доле наведено.
Муслимани, дођите код нас. И спасити калифат. Алахова књига је промењена. А Послаников сунет је промењен. Дакле, дођите к нама ако верујете у Алаха и Судњи дан.

У правом демократском питању, Малик ел Аштар представљао је разљућеног муслимана на састанку са Утманом. Малик је на састанку замолио Утмана да се повуче са власти, али је Утман одбио. Утманово одбијање да се повуче само је довело до све већих проблема. Али је покушао да помогне Утману и решити то питање. Послао је своја два сина, Хасана ибн Алија и Хусеина ибн Алија да оду Утману и заштите га од љутитих демонстраната. Упркос томе, демонстранти су провалили у Утманову собу и убили га. Након убиства Утмана (Османа), многи муслимани су отишли код Алија и замолили га да постане нови калиф (вођа). Али је он  одбио, међутим, Малик и други су инсистирали да он постане калиф. На чега се Малик обраћа речима: "Људи, ово је Пророков регент. Он је научио Посланиково знање. Алахова књига спомиње његово веровање. Алахов апостол му је рекао да ће ући у врт Ел Ридван. Његова личност је савршена Људи у прошлости и садашњости су сигурни у његово понашање и знање. "
 Малик је био један од првих који је именовао Алија за новог калифа.

## Битка камиле
Након пада Утмана (Османа), многи муслимани су хтели да преузму власт унутар Исламског царства. Међутим, Али је именован за новог калифа. Ово је узнемирило муслимане гладне моћи и непријатеље Алија. Као резултат тога, планирали су да започну офанзиву 656. године и да се боре против Алија под тврдњом да желе освету за убиство Утмана. Један од њих је био Марван ел Хаким, који је касније постао одан присталица Муавије. Марван је одиграо кључну улогу у бици код Џамала (Бици камила), јер је формирао велику војску која се борила против Алија. Он је такође финансирао војску новцем који је украо из Државне ризнице (новац који је требало да буде за муслиманске грађане) за време Утмана.  Војска је укључивала Аишу, Талху (Алијеву пријатељицу), Зубајра (рођака Алија) и Марвана.  Када је војска формирана, побуњеници су кренули у Басру, у Ираку. Када је Али добио вест да ће доћи до побуне, он је формирао и војску за борбу против побуњеничких снага. Током побуне, нови гувернер Куфе, Абу Муса ел Ешар, охрабрио је Куфјане (грађане Куфе) да се не придруже Алијевој војсци. Поред тога, охрабрио је људе да се дистанцирају и не послушају новог калифа, Алија. Када је Али схватио ситуацију у Куфи, послао је Малика ел Аштра да окупи трупе. Као чврст и лојалан присталица Али ибн Аби Талиба, Малик је окупио Куфјане (грађане Куфе) снажним говором. У међувремену, Абу Муса ел Аштар је командовао људима да остану у својим домовима и да се не боре за Алија.  Малик је схватио да му је потребно да склони Абу Муса ел Ашарија. Малик и велика група бораца су заузели палату. Срећом, Абу Муса ел Ашар је био у џамији.  Његови стражари су га обавестили да су Малик ел Аштар и велики број бораца преузели контролу над палатом.  Пошто Абу Муса ел Ашар није био у стању да се бори против Малика, он се предао. И замолио је Малика да му да један дан да напусти Куфу. Малик је прихватио његову понуду и пустио Абу Муса ел Ашарија да мирно оде. Када је Абу Муса ел Ашари отишао, Малик је одржао још један вешт говор (у џамији) који је заробио срца Куфјана. Говор је успешно изазвао више од 18.000 војника да му се придруже у одбрани од напада побуњеника.Око 9.000 тих војника било је под командом Малика, а осталих 9.000 било је било под командом Хасана (најстаријег сина Алија).  Брзо су кренули према Дикару у Ираку како би се придружили Алиовој војсци. На дан Битке камиле, Али ибн Аби Талиб је ставио Малика ел Аштара на чело десног крила своје војске, а Амар ибн Јасир је био задужен за лево крило његове војске, и дао је заставу свом сину Мухамеду ибну ел Ханафији. Након што су се обе стране представиле (арапски обичај / традиција), Али је тражио од своје војске да не напада јер би могли бити у заблуди.  Такође је питао своју војску да ли има храбру душу која може узети Куран и позвати их (побуњенике).  Храбри младић је рекао Алију да је спреман да то уради. Када се младић окренуо побуњеницима, побуњеници су га убили. Након тога, Али је подигао руке према небу и молио се: "Алах, очи те зуре! И руке су проширене! Господару наш, судимо између наше нације и нас с правдом! А ти си најбољи судија!" Када је завршио, почео је рат. Малик ел Аштар и његови војници су се храбро борили. Током рата, Али ибн Аби Талиб рекао је Малику да ће се, док год Ајшина камила буде стајала, рат наставити. Да би окончао рат, наредио је Малику ел Аштару да исече ноге Аишине камиле. Поред тога, он наређује Мухамеду ибну Аби Бакру, крвном  брату Аише, да ухвати Аишу када падне с камиле. И Малик и Мухамед ибн Аби Бакр су извршили своје задатке и тако окончали битку. Изнад свега, Али је наредио својим војницима да безбедно врате Аишу назад у Медину, ослободе ратне заробљенике и излече повређене побуњенике. Штавише, опростио је свим побуњеницима за њихове поступке. Међутим, након рата, Малик ел Аштар и Амар бин Јасир су отишли код Аише. Многи научници тврде да је Малик имао 70 година у бици код Џамала. Генерално, Малик ел Аштар је са својим снагама чинио главну коњице и био командант војске Али ибн Аби Талиба у бици код Џамала (Битка камиле).

## Битка код Сифина

### Битке преко реке Еуфрат
Иако се мањи сукоб догодио у Киркизији, рат се одиграо код Сифина (на обалама Еуфрата) када је Муавија предводио велику војску као појачање како би се придружи Аби ел Авар ел Салмију и његовој војсци (Муавијина прва војска која је нападнута ноћу). Муавија је довео појачање, јер је током мањег сукоба много његових војника убијено и повређено. Када су стигли до Сифина, Муавија је наредио својој војсци да пређе у офанзиву и да тако преузме контролу над Еуфратом. Узимајући контролу над водом, Муавија је прекршио исламски закон и ратне законе.  Због тога је Али послао Саса бин Сухана, једног од пратилаца Пророка, да тражи воду. Он је рекао Муавији, "Муавија, Али каже: Узмимо мало воде. Онда ћемо одлучити шта је између вас и нас, у супротном ћемо се борити једни против других до победника."  Муавија је узвратио"Одговорио бих ти касније." Након што је Саса бин Сухан отишао, Муавија је тражио савет од својих поузданих људи о томе шта треба да уради у вези са ситуацијом око воде. Ел Валид бин Утба (бивши гувернер Куфе, кога Куран назива Фасик Сура 49 Стих 6) саветовао је Муавију да их "спречи да пију воду како би их присилили да се предају." Муавија и други људи су се сложили. Током времена, Малик је посматрао војна снабдевања и кретање на обалама река. Тада је схватио да Муавија пооштрава опсаду реке Еуфрат. Током даљег тока рата, војник у војсци Али ибн Аби Талиба постао је жедан због физичког напора и жестоке врућине. Чак је и сам Малик постао жедан. Због чега  је човек дошао до Малика и рекао: "У мојој чутури има само мало воде, попијте је." Али Малик је одбио и рекао му: "Нећу пити док сви војници не пију!" Приметивши да је већина војника жедна, Малик је отишао до Алија и рекао: "Амирул Муминин, наши војници су веома жедни. Не преостаје нам ништа друго него да се боримо."  Тако је Али ибн Аби Талиб написао писмо Муавији тражећи воде. Међутим, Муавија је одбио да војницима Али Ибн Аби Талиба да воду. Још једном, Малик ел Аштар је одиграоигра велику улогу за војску Али ибн Аби Талиба. Али ибн Аби Талиб је позвао Малик и тражио од њега да поведе своје војнике у напад како би се запосело реку Еуфрат. Малик и његови људи су се храбро  борили и вратили контролу над Еуфратом. Сутрадан је у Алијеву војску одапета стрела са приложеним писмом. Војници су прочитали писмо у којем је писало "Од лојалног брата у Шамијанској војсци, Муавија ће отворити реку да вас удави. Зато будите опрезни!" и вести су се прошириле о томе. Ове вести су изазвале повлачење војника са обале Еуфрата. Муавија је то приметио и одлучио да поново заузме реку са својом војском. Али опет, Али шаље своје војнике да се боре са Муавијиним трупа и стекну контролу над реком. У овом тренутку, Муавија се забринуо да им сада Али неће дозволити да пију воду из реке. Чак је питао Амр ибн ел Аса, "Мислите ли да ће нас Али спречити да пијемо воду?"  На што је Амр одговорио: "Али не чини то што ви радите!"  Иронично, Муавија пише писмо Али ибн Аби Талибу тражећи му од воде јер су његови (Муавијини) војници били жедни. Али ибн Аби Талиб је дао Муавији и његовим војницима дозволу да пију воду из Еуфрата. Дозвола побуњеницима да пију воду промименила је начин размишљања неких људи у Муавијиној војсци. Размишљали су о Муавији и Алију. И схватили да је Муавија учинио све и свашта укључујући и кршење исламских закона да би победио у рату. Док је Али учинио све да представља прави ислам, чак и ако је то значило губитак рата. А ноћу, неке Муавијине трупе су отишле и придружиле се Алиовој војсци зато што су представљале истину и хуманост.

## Маликова дисциплина и завршетак рата
Како се битка наставила, Малик eл Аштар се пробијао кроз противничку војску све док није био два реда даље од Муавијиног шатора. Само два реда даље од могућности да убије Муавију и оконча рат. Међутим, догодила се нешто неочекивано. Муавија је хтео да превари Алијеву војску како би престала да се бори и разједини их стварајући конфузију. Муавија је волео ту идеју и наредио својим војницима да ставе Куран на копље. Када је већина војника Алија то видела, престали су да се боре. Иако је Али знао да је то био трик Муавије да би створио конфузију и нејединство, рекао је својој војсци: "То је трик! Ја сам их први позвао Алаховој књизи. А ја сам први веровао у то. Они нису послушали Алаха и прекршили  су Његово обећање. "(Ово се односи на процес преговарања / уверавања пре рата)
  Али је желео да његов војници наставе борбу јер су били тако близу победе.  Упркос Алијевим напорима, 22.000 војника није послушало његове наредбе и рекло: "Престани да се бориш и наложи ел Аштару да се повуче!"
 Знајући да су му његови војници окренули леђа и неколико група правих верника, Али ибн Еби Талиб је рекао својим војницима да нареде Малику да се врати из безбедносних разлога. Гласник је дао Малику наредбу. Иако је Малик знао да има прилику да оконча рат и ослободи свет Муавије, застао је и вратио се. Малик је рекао: "Ако Али ибн Аби Талиб налаже нешто, морам се вратити".

### Арбитража
Престали су да се боре и пристали на арбитражу према Курану. Муавија је изабрао Амр ибн ел Аса да га заступа а Али је изабрао Абдулаха бин Абаса (јер је био мудар човек који је добро познавао Куран). Али бунтовник се није сложио са Абдулах бин Абасом и рекао Алију да одабере Абу Муса ел Ашарија (зато што Абу Муса није био чврсти присталица Алија, тако да су побуњеници могли добити предност у арбитражи). Али им је одговорио: "Не слажем се с вама о њему. А Абдулах бин Абас је бољи од њега (Абу Муса)." Али побуњеници су опет порицали. Али је онда изабрао Малика ел Аштара да га заступа. Још једном, побуњеници су одбили и инсистирали на Абу Муси. Да би се избегао даљи хаос / конфликт, Али им је рекао "Учините шта год желите!" Као резултат тога, Амр ибн ел Ас и Абу Муса су ушли у арбитражу. Знајући да Абу Муса није био чврст присталица Алија, Амр Ибн ел Ас преварио је Абу Муса говорећи: "Абу Муса, Муавија и Али изазвали су све те невоље. Дакле, хајде да их избацимо и изаберемо другог човека.” Абу Муса је загризао мамац и рекао:" Уклањам Алија из калифата док уклањам прстен са свог прста, затим је скинуо прстен саруке " Након тога, Амр ибн ел Ас је рекао: "Ја поправљам Муавију у калифату док поправљам свој прстен.",  а онда је носио свој прстен. Трик је упалио, али Али је и даље имао контролу над калифатом. Обе стране су пристале на примирје и годину мира. Али је наредио својим војницима да се не боре годину дана, али велика група (која је развила сопствена веровања "Ла Хукма Ила Лилах", што значи "без владавине, осим од Алаха само".) Одвојила се од Алија и прекршила споразум и наређења. Постали су познати као Хавариџ и борили се против Алија у бици код Нахравана.

## Долазак на место гувернера Египта
У то време, Мухамед ибн Аби Бакр је био гувернер Египта. Амр Ибн ел Ас, један од Муавијиуних сапутника, желио је да постане гувернер Египта. Тако је окупио 6.000 војника и кренуо према Египту. Након што је сазнао за могуће рушење, Мухамед ибн Аби Бакр писао је Али Ибн Аби Талибу тражећи помоћ и подршку. Али Ибн Еби Талиб пише да је Мухамеду ибну Аби Бакру, сину првог калифа и потом Алијевом усвојеном сину, послао свог најбољег генерала и једног од његових најближих другова, Малика ел Аштара. Али онда је Малику рекао: "Малик, нека се Алах смилује теби, иди у Египат. Имам апсолутно поверење у тебе. Ослони се на Алаха! Користи нежност на свом месту и јачину на свом месту."
Мухамед ибн Абу Бакр је добио упутство да се врати у главни град код Алија, Куфу. Малик Ел Аштар је постављен за гувернера Египта 658. године (38. године) од стране Али ибн Аби Талиба, калифа муслимана, након што је завршена битка за Сифин.

## Муавијино организовање завере и убиства
Када је Муавија примио вест да је Али именовао Малик ел Аштар за новог гувернера Египта, био је преплављен забринутошћу. Знајући да је ел Аштар био свирепе нарави и снажан, каже се да је Муавија осмислио заверу да га убије користећи отров који је увезен из Рима и послао изасланика са отровом одређеном човеку који поседује огромне земље у граду Ел Килзим (служба) станица / одмориште за путнике) на границама Египта, тражећи да он отрује Ел Аштара у замену за доживотно ослобађање од пореза. Кажу да је тај човек пристао на захтев посланика.

## Смрт
На путу за Египат, Малик ел Аштар је одлучио да се заустави на Ел Килзиму. По доласку, човек (који је пристао да отрује Малика) позвао је Малика, новог гувернера Египта, на ручак у његову кућу. Малик је понизно прихватио позив човека, не знајући да ће га убити Муавија I на сугестију Амр ибн ел Аса. Отишли су у његов дом да ручају. Човек је ставио отровни мед у чашу и ставио га на сто. Малик је узео кашику отрованог меда. Када је Малик конзумирао мед, отров се брзо проширио његовим телом. Малик је схватио да је отрован чим је осетио бол у стомаку. Након што је схватио да је отрован, Малик је ставио своју руку на стомак и рекао: "У име Аллха, Милостивог, Милосрдног. Ми припадамо Алаху, и вратит ћемо му се!" Отров је био толико снажан и токсичан да је Малик ел Аштар за неколико тренутака умро. За Муавију се каже да се радовао када је чуо за Ал Аштарову смрт.

## Заоставштина

### Наследници
Малик је имао два сина, први је добио име Ишак (Исак), а други је био Ибрахим (Аврам). Ишак је био добар ратник који је подржао и храбро дао свој живот да заштити Хусејна ибн Алија, сина Алија, у бици код Кербале. Након Хабиб ибн Музахира, Ишак је убио највише непријатељских бораца. С друге стране, Ибрахим ибн Малик ел Аштар, син Малик ел Аштара, заједно са Мухтар ел Такафијем устао је против убица Хусеина ибн Алија. Њих двојица су убили већину убица Хусеина и његове војске. На пример, ухватили су и убили неке као што су  Умар ибн Са'ад, Шимр ибн Тил Џавшан, Санан ибн Анас, Хурмала ибн Кахил и Убаидула Ибн Зијад (то су били војници Јазида I који су се борили против Хусеина).
Међу његовим потомцима су чланови породице Калбаси, која живи у Ирану, а неки живе у Ираку. Један огранак ове породице додаје наслов "Аштари" на крај свог презимена да би означио ту чињеницу. У Либану,  чланови Хамадани породица из јужног града Набатеје су такође директни потомци који су одржавали породично стабло које датира из порекла Наха и племена. Породица Мроуе, након праћења своје лозе, такође се верује да су њени чланови потомци. Верује се да су породица Малек (или Малекијан) из Мазандарана (Иран) потомци.